# Wiping Something Off the Slate
Wiping Something Off the Slate è un cortometraggio muto del 1900 diretto e interpretato da Cecil M. Hepworth.

## Produzione
Il film fu prodotto dalla Hepworth.

## Distribuzione
Distribuito dalla Hepworth, il film - un cortometraggio della lunghezza di 24,3 metri - uscì nelle sale cinematografiche britanniche nel gennaio 1900.
Non si hanno altre notizie del film che si ritiene perduto, forse distrutto nel 1924 quando il produttore Cecil M. Hepworth, ormai fallito, cercò di recuperare l'argento del nitrato fondendo le pellicole.